# 1002

## Události
- 7. června – Jindřich II. korunován v Mohuči římským králem
- v Čechách vypuklo povstání proti Boleslavu III. Ten prchá do Polska. Boleslav Chrabrý dosadil na český knížecí trůn Vladivoje.
- listopad – Vladivoj přijímá Čechy v léno od Jindřicha II.
- noví kolonisté zavlekli epidemii do vikinských kolonií v Grónsku

## Narození
- 21. červen – Lev IX., papež († 1054)

## Úmrtí
- 23. ledna – Ota III., císař římský (* 980)
- 8. srpna – Almanzor, velkovezír a faktický vládce Kalifátu cordobského (* kolem 938)
- 13. listopadu – Gunhilda, sestra Svena Vidlího vouse, krále dánského

## Hlavy států
- České knížectví – Boleslav III. Ryšavý – Vladivoj
- Svatá říše římská – Ota III. – Jindřich II.
- Papež – Silvestr II.
- Anglické království – Ethelred II.
- Francouzské království – Robert II.
- Polské knížectví – Boleslav I. Chrabrý
- Uherské království – Štěpán I. svatý